# 여자 7종경기 대한민국 기록 추이
여자 7종경기 대한민국 기록 추이 는 다음과 같다.
| '# | 점수 | 차이 | 선수   | 소속     | 날짜       | 대회명                             | 개최지        | 경기장        | 주석 및 기타 | 동영상 |
|    | 5475 |      | 한상원 | 대구대학 | 1992.09.19 | 제4회 세계주니어육상경기선수권대회 | 대한민국 서울 | 잠실 주경기장 | 종전 5448    |        |

## 같이 보기
- 7종 경기 세계 기록